# Stop Devardy
Stop Devardy – stop metali w którego skład wchodzi: miedź – 50%, glin – 45%, cynk – 5%. Stop opisał w 1894 r. włoski chemik Arturo Devarda (1859–1944) i od jego nazwiska pochodzi jego nazwa.
Właściwości:
- temperatura topnienia: 490 - 560 °C[2]
- wygląd: szary proszek
- zastosowanie: stop w postaci sproszkowanej jest stosowany w laboratoriach jako środek redukujący (np. azotany do amoniaku, chlorany do chlorków)

Stosowany do określania zawartości azotu w nawozach.